# Raphidia mortua
Raphidia mortua là một loài côn trùng trong họ Raphidiidae thuộc bộ Raphidioptera. Loài này được Rohwer miêu tả năm 1909.